# امیرهنده (ده شال)
امیرهنده، روستایی از توابع دهستان دهشال در بخش مرکزی شهرستان آستانه اشرفیه در استان گیلان ایران است.
این روستا یک زیبا در مجاورت روستا های تاسنده و تالش محله بوده و دارای دو بخش بالا و پایین است.

## جمعیت
این روستا در دهستان دهشال قرار دارد و براساس سرشماری مرکز آمار ایران در سال ۱۳۸۵، جمعیت آن ۹۷۰ نفر (۳۰۳خانوار) بوده‌است.
از محصولات زراعی این روستا می‌توان به چای، برنج، بادام زمینی، صیفی جات و ابریشم اشاره کرد که آب این مزارع از رودخانه کیاسر که شاخه‌ای از سفیدرود است تأمین می‌شود. این روستا دارای امکانات شهری مانند برق، تلفن، گاز شهری و آب شهری شرب می‌باشد.